# 創造性想像
创造性想像（英語：Creative visualization），是有目的地产生视觉心像的認知过程 。無論是否睜開眼睛，人們都可以模擬或重建视知覺 ，維持、檢閱和轉換這些心像，改变相关的情绪或感受，目的是為了体验随后有益的生理、心理或社会效果，例如加速身体伤口愈合，尽量减少身体痛苦 ， 缓解包括焦虑、悲伤、低落情绪的心理痛苦 ，改善自尊或自信心，加強与他人互动时的应对能力。

## 心灵之眼
“心灵之眼”至少可以追溯到西塞罗的讨论，他在讨论恰当的演说時的明喻用法时，提及這個概念。
在这次讨论中，西塞罗观察到「他遗产中的加貝斯灣 」和「他所擁有的卡律布狄斯」涉及「过于牵强 」的明喻；而他建议演说者只要分别说「海湾」和「岩石」，理由是“心灵之眼更容易指向我们所看到的那些物体，而不是那些我们只听过的人。」
“心灵之眼”的概念首先出现在杰弗里·乔叟的「法律之人」的坎特伯雷故事集中 ，他告诉我们住在城堡里的三个人之一是瞎的，只能用「他的心灵之眼」去領會，也就是所有人在失明后所見的「那些眼睛」。

## 视觉和非视觉心像
大脑也能够产生其它类型的心像 ，除了视觉心像以外，感知模拟或重建是跨越所有感觉系统，包括聽覺系統的声音 ，味觉心像的味觉 、嗅觉的氣味、 运动心像的运动、和触觉心像的触摸 (包含質地 、温度、压力的組合)。
尽管能够在感官模式中生成心像，但“创造性想像”这一术语表示一个人特定地生成和处理视觉心像的过程。 
创造性想像与引导心像密切相关，且通常被视为引导心像的一部分。在引导心像中，受过训练的从业者或教师帮助参与者或患者唤起并生成心像 ，模拟或重建视觉、声音、 味覺 、气味、 運動 、触覺，甚至是主觀體驗，與传统感覺有别的想象或心理内容 
不過在受控实验中，人们参与引导心像  ，视觉心像在科学文献中留下最為广泛的研究和记录，视觉和听觉心像仍是人们最常见的经历。
所有心像，包括透過创造性想像产生的视觉心像，都可能使强烈的情绪或感觉沉澱或與之產生关联。

## 阶段
根据实验心理学 的心像计算理论，  创造性想像的过程包括四个阶段：
第1阶段是“心像生成”。这涉及从记忆 ，幻想或两者的组合以产生心像。
第2阶段是“心像维护”。这涉及故意维持或维持心像，若没有維持，心像会快速衰减 ，心像的維持时间不足以进入下一阶段。 
第3阶段是“心像检查”。在这个阶段，一旦心像被生成和维持，就会对心像进行检查、探索及详细阐述，并根据参与者进行解释。 这阶段通常涉及扫描过程，参与者的注意力將遍歷心像及其周圍，並模拟感知视角的变化。 
第4阶段是“心像转换”。参与者會改变生成心像的内容，改变那些像是指出并加剧心理痛苦、強調缺陷或無能為力的心像，這階段會將這些负面情绪心像替換成引发正面情绪的心像，如影射自主性，应对能力，以及身心能力提升。  

## 吸引性和注意
为了使参与者从这个阶段性的创造性想像过程中受益，参与者须能够容易進入沉浸狀態或是對吸引性（absorption）具有敏感性，这就是“对進入沉浸狀態和進入自我改变体验的开放性”。  
此外，处理视觉心像的过程會对认知注意力资源提出了要求，包括工作记忆 。 
因此，创造性想像在临床实践中，通常作为多模式策略的一部分，该策略整合了其他干预措施 ，最常见的是引导冥想或某种形式的冥想练习 、放松技巧、冥想音乐、接受性音乐治疗 ，因为这些方法可以提高参与者或患者的吸引性，增强对注意力的控制，补充必要的认知资源，从而提高创造性想像的潜在功效。  
患有注意力不足過動症（ADHD）的个体通常表现出更大的创造潜力。有較强的能力去創造、想像独特的想法。 然而，如果给定限制性标准（例如程序、实用性、时间），就會表现出较弱的创造性解决能力。这种弱点是由于认知僵化 ，经常与ADHD 共病。注意力、聚焦、動機的缺點會在刚性挫折下更加嚴重，在给出指导方针时，更难引起创造性的概念化。然而，ADHD所增加的思维徘徊 、横向思维、持久性，可以提供更多跳出边框的思维 。因此，尽管更能够想像创造性和原创性的抽象概念，但在给定特定标准时，他们无法创造和确定最终想法。

## 引导心像
虽然视觉和听觉心像最为常见  ，视觉心像甚至在科学文献中留下最广泛的研究记录，  但是「创造性想像」這術語的使用在科学、同行评审、学术出版物中远远少于「引导心像」（guided imagery），研究作者通常用「引导心像」来指示所有形式的心像的生成、维护、检查和转换，以及專指视觉心像的過程。此外，一些作者将「创造性想像」一词与「引导心像」互换使用。同时，另一些人則表明引导心像包括创造性想像。
此外，调查、临床、科学、学术作者经常测量、分析、讨论创造性想像及引导心像的影响，这些影响与他们结合的其他身心干预密不可分，通常包括冥想音乐、接受性音乐治疗、放松、引导冥想、冥想练习 、自我反思日记 。这常使得难以将正面或负面结果归因于任一种特定技术。    

## 效用
创造性想像可能有助于癌症患者感觉更积极，但“没有令人信服的证据表明创造性想像对恶心和呕吐等身体症状有正面影响。” 